# Distrito electoral federal 6 de Guerrero
El Distrito electoral federal 6 de Guerrero es uno de los 300 distritos electorales en los que se encuentra dividido el territorio de México para la elección de diputados federales y uno de los nueve en los que se divide el estado de Guerrero. Su cabecera es la ciudad de Chilapa de Álvarez.
El distrito 6 de Guerrero se encuentra en el centro-este de la entidad, principalmente formado por municipios de la región de La Montaña. Desde el proceso de distritación de 2017 lo conforman 13 municipios, que son: Ahuacuotzingo, Atlixtac, Copanatoyac, Chilapa de Álvarez, Mártir de Cuilapan, Mochitlán, Quechultenango, Tixtla de Guerrero, Tlacoapa, Zapotitlán Tablas, Zitlala, Acatepec y José Joaquín de Herrera.

## Diputados por el distrito
| Diputado                                                      | Grupo parlamentario | Legislatura   | Periodo     |
| ------------------------------------------------------------- | ------------------- | ------------- | ----------- |
| Ignacio C. Ocadiz                                             |                     | III           | 1863 - 1865 |
| Vacante                                                       | Vacante             | IV V VI VII   | 1867 - 1875 |
| Julio H. González                                             |                     | VIII          | 1875 - 1878 |
| Ignacio Sánchez                                               |                     | IX            | 1878 - 1880 |
| Francisco Otalora Arce                                        |                     | X             | 1880 - 1882 |
| Sixto Moncada                                                 |                     | XI            | 1882 - 1884 |
| Julián Deloya                                                 |                     | XII           | 1884 - 1886 |
| Juan Hidalgo                                                  |                     | XIII          | 1886 - 1888 |
| Francisco Escobar y Vázquez                                   |                     | XIV           | 1888 - 1890 |
| Ventura Anaya y Aranda                                        |                     | XV XVI        | 1890 - 1894 |
| Carlos de Olaguíbel y Arista                                  |                     | XVII          | 1894 - 1896 |
| Alejandro Elguezabal                                          |                     | XVIII         | 1896 - 1898 |
| Ramón Corona                                                  |                     | XIX           | 1898 - 1900 |
| Francisco Romero                                              |                     | XX            | 1900 - 1902 |
| Aurelio Cadena y Marín                                        |                     | XXI           | 1902 - 1904 |
| Juan A. Hernández                                             |                     | XXII          | 1904 - 1906 |
| Vacante                                                       | Vacante             | XXIII         | 1906 - 1908 |
| Juan A. Hernández                                             |                     | XXIV XXV      | 1908 - 1912 |
| Vacante                                                       | Vacante             | XXVI          | 1912 - 1913 |
| Francisco Figueroa Mata                                       |                     | Constituyente | 1916 - 1917 |
| Eduardo Neri                                                  |                     | XXVII         | 1917 - 1918 |
| Gabino Bandera y Mata                                         |                     | XXVIII        | 1918 - 1920 |
| Trinidad Mastache                                             |                     | XXIX          | 1920 - 1922 |
| Moisés G. Herrera                                             |                     | XXX           | 1922 - 1924 |
| J. Refugio Cervantes                                          |                     | XXXI          | 1924 - 1926 |
| Alberto Méndez                                                |                     | XXXII XXXIII  | 1926 - 1930 |
| Leopoldo Reynoso Díaz                                         | PNA                 | XXXIV         | 1930 - 1932 |
| Ángel Tapia Alarcón                                           |                     | XXXV          | 1932 - 1934 |
| Alejandro Gómez Maganda                                       |                     | XXXVI         | 1934 - 1937 |
| Feliciano Radilla                                             |                     | XXXVII        | 1937 - 1940 |
| Antonio Molina Jiménez                                        |                     | XXXVIII       | 1940 - 1943 |
| El VI distrito es suprimido en 1943. Es restablecido en 1961. |                     |               |             |
| Luis Vázquez Campos                                           |                     | XLV           | 1961 - 1964 |
| Juan Francisco Andraca Malda                                  |                     | XLVI          | 1964 - 1967 |
| Guillermo González Martínez                                   |                     | XLVII         | 1967 - 1970 |
| José María Serna Maciel                                       |                     | XLVIII        | 1970 - 1973 |
| Nabor Ojeda Delgado                                           |                     | XLIX          | 1973 - 1976 |
| Salustio Salgado Guzmán                                       |                     | L             | 1976 - 1979 |
| Israel Martínez Galeana                                       |                     | LI            | 1979 - 1982 |
| Adrián Mayoral Bracamontes                                    |                     | LII           | 1982 - 1985 |
| Agustín Villavicencio Altamirano                              |                     | LIII          | 1985 - 1988 |
| Juan Albarrán Castañeda                                       |                     | LIV           | 1988 - 1991 |
| Ángel Aguirre Rivero                                          |                     | LV            | 1991 - 1994 |
| Marcelino Miranda Añorve                                      |                     | LVI           | 1994 - 1997 |
| Verónica Muñoz Parra                                          |                     | LVII          | 1997 - 2000 |
| Raúl Homero González Villalva                                 |                     | LVIII         | 2000 - 2003 |
| Marcelo Tecolapa Tixteco                                      |                     | LIX           | 2003 - 2006 |
| Marco Matías Alonso                                           |                     | LX            | 2006 - 2009 |
| Alicia Elizabeth Zamora Villalva                              |                     | LXI           | 2009 - 2012 |
| Carlos de Jesús Alejandro                                     |                     | LXII          | 2012 - 2015 |
| Verónica Muñoz Parra                                          |                     | LXIII         | 2015 - 2018 |
| Raymundo García Gutiérrez                                     |                     | LXIV          | 2018 - 2021 |
| Fabiola Rafael Dircio                                         |                     | LXV           | 2021 -      |